# Sprężyna spiralna

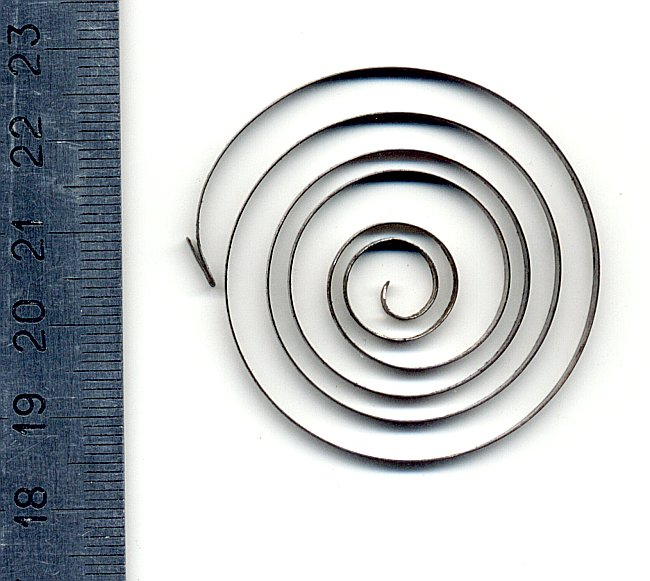
Sprężyna napędowa zegarka

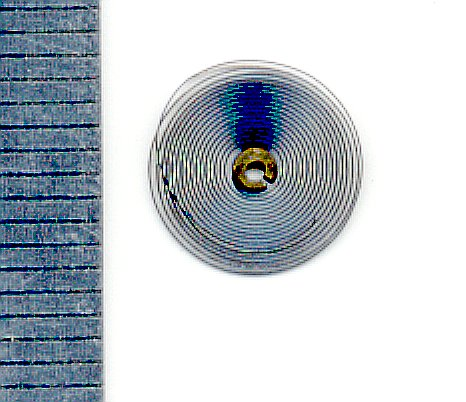
Włos – element regulatora balansowego zegarka

Sprężyna spiralna – sprężyna wykonana z cienkiej taśmy stalowej obciążana momentem skręcającym, wywołującym w taśmie naprężenia zginające. W zależności od długości taśmy można osiągnąć różne kąty skrętu.
Sprężyny te powszechnie stosowano do lat 80. XX w. jako sprężyny napędowe np. w zegarkach i zegarach oraz jako tzw. włos – element regulatora balansowego. Obecnie zegary mechaniczne zostały wyparte przez zegary elektroniczne, a sprężyny napędowe stosowane są najczęściej do napędu zabawek mechanicznych.

## Zgromadzona energia
Przy założeniu, że poszczególne zwoje sprężyny nie stykają się ze sobą, energię zakumulowaną w sprężynie można obliczyć ze wzoru:
{\displaystyle U=\int \limits _{0}^{L}dU=\int \limits _{0}^{L}{\frac {M^{2}}{2EJ}}ds,}
gdzie:
{\displaystyle L} – długość sprężyny,
{\displaystyle M} – moment zginający w dowolnym przekroju sprężyny,
{\displaystyle E} – współczynnik sprężystości podłużnej,
{\displaystyle J} – osiowy moment bezwładności przekroju elementu {\displaystyle ds.}

## Kąt obrotu
Jeśli materiał odkształca się zgodnie z prawem Hooka, to kąt obrotu sprężyny spowodowany działaniem momentu {\displaystyle M_{0}} można wyliczyć ze wzoru:
{\displaystyle \varphi ={\frac {\partial U}{\partial M_{0}}}=\int \limits _{0}^{L}{\frac {M}{EJ}}{\frac {\partial M}{\partial M_{0}}}ds.}